# Ruijas
Ruijas es una localidad del municipio de Valderredible (Cantabria, España). Está localizada a 725 m s. n. m., y dista 4 km de la capital municipal, Polientes. En el año 2024 contaba con una población de 15 habitantes (INE).

## Paisaje y naturaleza
El apretado caserío de Ruijas se desliza por las pendientes de una ladera orientada hacia la solana. El Ebro discurre más abajo, por el barrio de la Caseta, encajándose entre los estratos de las areniscas Wealdenses que afloran por el sur de Valderredible por debajo de las placas calcáreas del páramo de La Lora. Las manchas de robles y las plantaciones de pinos aparecen por doquier en los montes cercanos.
Dignos de contemplación son dos tejos magníficos que enraízan en los mismos muros de la iglesia.

## Patrimonio histórico
La iglesia de San Pedro es una de las de mayor encanto de la zona, a lo que contribuye tanto el valor artístico del edificio como la conservación de su entorno inmediato con un apacible jardín, en el que destacan los dos tejos centenarios. El edificio se trazó según un plan protogótico similar al de otras iglesias de la zona (Arenillas de Ebro sin ir más lejos), con nave única, cabecera recta y espadaña a los pies con troneras de arcos apuntados. Sin embargo, el estilo de todo ello no casa muy bien con la portada, plenamente románica con abocinamiento de armónicas proporciones, ni con los canecillos, de molduras que poco tienen que ver con los de cronología posterior. Todo parece indicar que esta portada se reutilizó a partir de otra que provenía de un antiguo convento ya arruinado en los años en que empezó a levantarse San Pedro.